# Чуплинскас, Альгис Болеславович
Альгис Болеславович Чуплинскас — советский хозяйственный и политический деятель.

## Биография
Родился в 1929 году в Жвирблинисе. Член КПСС с 1955 года.
Окончил Каунасский политехнический институт.
В 1952—1957 гг. — инженер, начальник цеха, главный энергетик Вильнюсского радиозавода.
В 1957—1958 гг. — директор Вильнюсского электротехнического завода.
В 1958—1965 гг. — начальник управления приборостроения Литовского совнархоза.
В 1965—1991 гг. — директор завода «Сигма», генеральный директор производственного объединения «Сигма» Министерства приборостроения СССР.
Лауреат Государственной премии Литовской ССР (1970).
Избирался депутатом Верховного Совета Литовской ССР 11-го созыва. Делегат XXVI съезда КПСС.
Умер в 1998 году в Вильнюсе.

## Награды
- Орден Ленина (1981, 1986)
- Орден Знак Почёта (01.10.1965)